# ألبرتو أوسيخو
ألبرتو أوسيخو (بالإسبانية: Alberto Ocejo)‏ (مواليد 16 يونيو 1998) هو لاعب كرة قدم مكسيكي محترف يلعب كمهاجم لنادي أطلس، على سبيل الإعارة من سانتوس لاغونا.